# Wild Side Story

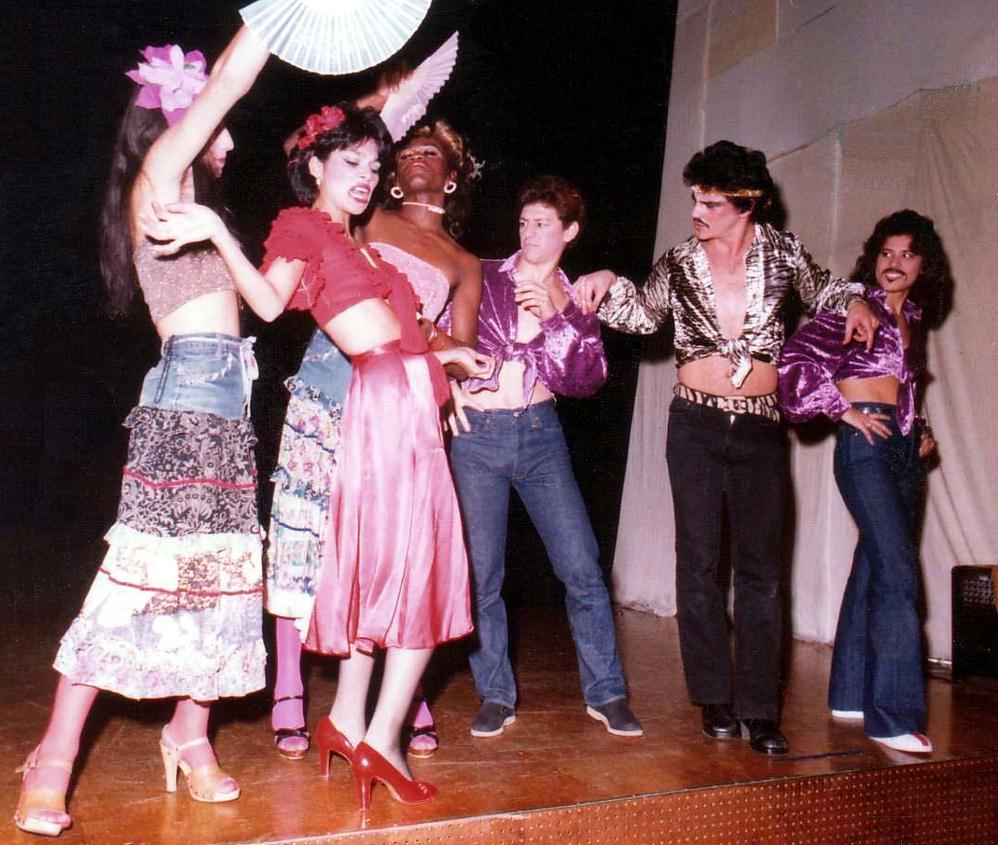
Los Angeles, em 1977

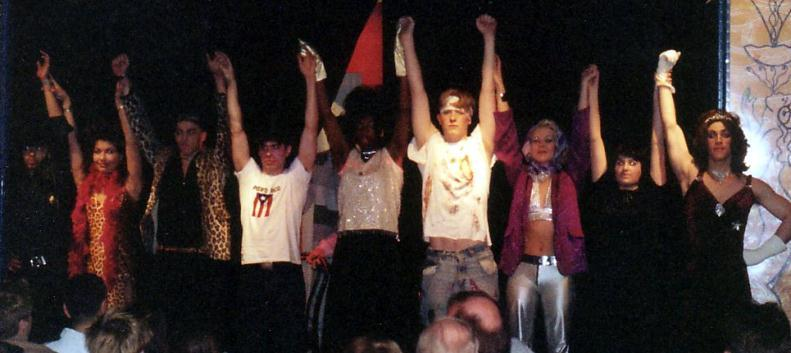
Camarillo, em 1997

Wild Side Story é um espetáculo satírico de Lars Jacob, apresentado pela primeira vez com jovens refugiados cubanos em 1973, em Miami Beach. Desde então, foi encenado mais de 500 vezes (de 1973 a 2004) na Flórida, Suécia, Califórnia  e Espanha.
O espetáculo proporcionou os primeiros empregos para centenas de jovens de diversas nacionalidades, incluindo Mohombi, Christer Lindarw, Ulla Andersson Jones (esposa de Quincy Jones) e Helena Mattsson.
Em Estocolmo, foi apresentado em 1976 no Alexandra's e, novamente, durante o verão de 1997, na boate Camarillo, do artista italiano Lino Ajello.
Wild Side Story foi encenado pela última vez no Centro Histórico de Estocolmo, em 2013, no dia em que completou 40 anos desde sua estreia na Flórida.